# Chula Vista-Orason
Chula Vista-Orason és una concentració de població designada pel cens dels Estats Units a l'estat de Texas. Segons el cens del 2000 tenia 394 habitants.

## Demografia
Segons el cens del 2000, Chula Vista-Orason tenia 394 habitants, 94 habitatges, i 83 famílies. La densitat de població era de 298,3 habitants per km².
Dels 94 habitatges en un 64,9% hi vivien nens de menys de 18 anys, en un 73,4% hi vivien parelles casades, en un 11,7% dones solteres, i en un 11,7% no eren unitats familiars. En el 10,6% dels habitatges hi vivien persones soles l'1,1% de les quals corresponia a persones de 65 anys o més que vivien soles. El nombre mitjà de persones vivint en cada habitatge era de 4,19 i el nombre mitjà de persones que vivien en cada família era de 4,54.
Per edats la població es repartia de la següent manera: un 38,6% tenia menys de 18 anys, un 13,7% entre 18 i 24, un 27,9% entre 25 i 44, un 15,2% de 45 a 60 i un 4,6% 65 anys o més.
L'edat mediana era de 24 anys. Per cada 100 dones de 18 o més anys hi havia 110,4 homes.
Entorn del 44,4% de les famílies i el 48,5% de la població estaven per davall del llindar de pobresa.

## Poblacions més properes
El següent diagrama mostra les poblacions més properes.